# Nick Evans
Nicholas John Evans (Auckland, 14 de agosto de 1980) es un exjugador neozelandés de rugby que se desempeñaba como apertura. Jugó con los All Blacks desde 2004 a 2007, no volvió a ser convocado ya que emigró a Inglaterra y la NZRU no convoca a jugadores que jueguen en el extranjero.

## Carrera
Nick Evans debutó en primera división en 2001 con North Harbour RU en la y en 2004 firmó contrato con los Highlanders, una de las franquicias neozelandesas del Super Rugby. Tras una temporada en los Blues en 2008, emigró a los Harlequins FC de Inglaterra donde juega actualmente.

## Participaciones en Copas del Mundo
Evans solo jugó una Copa Mundial, la de Francia 2007; Nueva Zelanda que siempre es candidato a campeón en los Mundiales y así llegó a Francia, fue derrotado por los locales Les Blues en cuartos de final siendo así el peor resultado de los All Blacks en la Copa del Mundo. Nick Evans se ubicó cuarto en la tabla de máximos anotadores con 50 puntos.
| Mundial                       | Sede    | Resultado        | PJ | Pts |
| ----------------------------- | ------- | ---------------- | -- | --- |
| Copa Mundial de Rugby de 2007 | Francia | Cuartos de final | 4  | 50  |

## Palmarés y distinciones notables
- Campeón de la European Challenge Cup 2010-2011.
- Campeón de la Aviva Premiership de 2011/12.
- Seleccionado para  jugar con los Barbarians